# 莓叶报春
莓叶报春（学名：Primula rubifolia）为报春花科报春花属下的一个种。

## 扩展阅读
- 維基物種上的相關：莓叶报春